# Vlag van Weidum

Vlag van Weidum

De vlag van Weidum is de dorpsvlag van het Nederlandse dorp Weidum, in de Friese gemeente Leeuwarden. De vlag werd in 1999 aangenomen en in 2001 geregistreerd. Het ontwerp van de vlag is van de hand van J.C. Terluin en R.J. Broersma.

## Beschrijving
De beschrijving van de vlag is als volgt:
Blauw met een vier maal getrapte rode broekingsdriehoek, waarvan de vierde trede de top vormt en op 7/15 vlaglengte ligt, de driehoek belegd met een gele zespuntige ster van 2/5 vlaghoogte; en aansluitend op de rode driehoek een gele vier maal getrapte broekingsdriehoek, naar de broekzijde verlengd met 4/15 vlaglengte, waarvan de top ligt op 11/15 vlaglengte.
De kleuren zijn afkomstig van het dorpswapen.

## Symboliek

Kleurstelling: ontleend aan het wapen van Baarderadeel, de gemeente waar Weidum eertijds tot behoorde. Van de 18e tot de 20e eeuw bevond het grietenijhuis van de gemeente zich in Weidum.
- Ster: afkomstig uit het wapen van Baarderadeel.[3]
- Trapgevels: symbolen voor de staten die in het dorp aanwezig waren: Dekema, Hania, Papma en Wobbema.[3]